# 郡國學
郡國學是對漢朝至南北朝時的地方官辦學校的統稱，當時的地方學校教授內容以儒家經典為主。漢景帝時，蜀郡守文翁在成都設立學官，在學官學習的人最後依照成績授予官職。漢武帝時又下令漢朝全國各地設立官辦學校。漢平帝時對地方各地的學校規範稱呼，郡和王國一級的官辦學校稱為「學」，縣和侯國一級的官辦學校稱為「校」，鄉一級的官辦學校稱為「庠」，聚的官辦學校稱為「序」。東漢時期郡國學的規模更為龐大。